# Kajyngdy
Kajyngdy (in kirghiso Кайыңды?, Kayıŋdı) è una città del Kirghizistan, capoluogo del distretto di Panfilov.